# Asthena nymphulata
Asthena nymphulata är en fjärilsart som beskrevs av Achille Guenée 1858. Asthena nymphulata ingår i släktet Asthena och familjen mätare. Inga underarter finns listade i Catalogue of Life.